# Lorentz Christopher Retzius
Lorentz Christopher Retzius, född den 21 september 1745 i Kristianstad, död 1818 i Tådene prästgård, var en svensk präst och författare av postillor. Han var bror till Anders Jahan Retzius.

## Biografi
Retzius far var provinsialläkare. Inskriven som student vid Lunds universitet 1762 förberedde Retzius sig för den filosofiska graden men måste på grund av bristande tillgångar i stället direkt gå i kyrkans tjänst. Efter ordination tjänstgjorde han någon tid som pastorsadjunkt i Lunds stift och kallades 1776 till huspredikant hos riksrådet greve Johan Snoilsky. Utnämnd 1784 till skvadronspredikant vid Skånska husarregementet blev han 1786 huspredikant hos direktör König på Storeberg i Tådene socken i Västergötland, 1789 kyrkoherde i nyssnämnda församling och 1801 prost. Retzius representerar en moderat  herrnhutism. I hans predikningar möter en varm, något vek evangelisk ton. I senare upplagor av hans mest lästa postilla (den postuma) har de herrnhutiska tonfallen blivit dämpade.
Som skriftställare var det endast inom homiletiken Retzius uppträdde, men utgav inte mindre än tre årgångar predikningar, den första med titeln: Samling af predikningar om den korsfäste Jesum, såväl för, som uti syndare till förlossning och salighet 1786–1795, den andra: Den sanna lifsens väg, för alla allvarligt sökande öppnad uti Jesu, som är vägen, sanningen och lifvet 1801 och den tredje, utgiven efter författarens död, med titeln: Christliga predikningar öfver de årliga sön- och högtidsdagsevangelierna. Dessa postillor gavs ut i nya upplagor ända in på 1900-talet och har varit mycket spridda. Den första kom även i finsk översättning och den andra i norsk.